# Juryj Waskrasienski
Juryj Walerjewicz Waskrasienski (biał. Юрый Валер'евіч Васкрасенскі, ros. Юрий Валерьевич Воскресенский, Jurij Walerjewicz Woskriesienski; 24 lutego 1977 w Mińsku) – białoruski polityk, członek Partii Komunistów Białoruskiej (PKB) i państwowych organizacji młodzieżowych; od 1997 roku I sekretarz Komitetu Centralnego Leninowskiego Komunistycznego Związku Młodzieży Białorusi (LKZMB); od 1998 roku we władzach PKB; w latach 1998–1999 sekretarz generalny Białoruskiej Narodowej Rady Organizacji Młodzieżowych i Dziecięcych.

## Życiorys
Urodził się 24 lutego 1977 roku w Mińsku, w Białoruskiej SRR, ZSRR. W 1998 roku ukończył z wyróżnieniem Akademię Parlamentaryzmu i Przedsiębiorczości. W trakcie nauki przez dwa lata odbywał praktyki w Narodowej Służbie Prasowej Administracji Prezydenta Republiki Białorusi. Był aspirantem Wydziału Prawa Białoruskiego Uniwersytetu Państwowego (BUP). Temat jego rozprawy brzmiał: Typologiczne charakterystyki funkcji mediów w systemie politycznym społeczeństwa. Studiował zaocznie na Wydziale Ekonomicznym BUP.
Od 17. roku życia zajmuje się działalnością społeczną i polityczną. Od 10 czerwca 1994 roku był członkiem Leninowskiego Komunistycznego Związku Młodzieży Białorusi. Od marca 1995 do listopada 1998 był I sekretarzem Mińskiego Komitetu Miejskiego LKZMB. Od 1997 był redaktorem organu prasowego Komitetu Centralnego LKZMB – „Krasnaja Brigada”. Od grudnia 1997 roku był I sekretarzem KC LKZMB. W latach 1997–1998 pełnił funkcję przewodniczącego Komisji Kontroli Białoruskiej Narodowej Rady Organizacji Młodzieżowych i Dziecięcych (BNROMD). W latach 1998–1999 był sekretarzem generalnym BNROMD. Od 9 maja 1995 roku był członkiem Partii Komunistów Białoruskiej (PKB), od 23 lutego 1998 roku – członkiem Komitetu Centralnego PKB, a od 8 marca 1999 roku – członkiem Biura KC PKB.

## Życie prywatne
Juryj Waskrasienski jest kawalerem.